# Gordita
La gordita est une spécialité culinaire mexicaine constituée d'une tortilla de maïs (ou de blé) fourrée au chicharrón, au fromage, aux frijoles ou d'autres ingrédients selon les régions. Il en existe de nombreuses variantes, salées ou sucrées, frites ou non.

## Histoire et culture
Selon les historiens, la gordita trouve son origine dans la Mésoamérique préhispanique. Dans son Histoire générale des choses de la Nouvelle-Espagne, le missionnaire Bernardino de Sahagún décrit de nombreux types de tortillas confectionnés par les indigènes, dont plusieurs évoquent les caractéristiques de la gordita moderne.
Chaque année a lieu le Festival de la gordita à Tepatepec (es), dans l'État d'Hidalgo. En plus de gorditas aux ingrédients variés, l'événement propose des concerts de musique et de danse folklorique.

## Présentation
Une gordita est une tortilla faite à la main, généralement à partir de masa, fourrée d'ingrédients divers (chicharrón, fromage, frijoles, etc.) et cuite dans un comal. Le résultat est une « grosse » tortilla qui donne son nom au plat, la gordita. Elle peut ensuite être frite dans l'huile ou dans de la graisse de porc, selon le goût du cuisinier ou la tradition régionale. 
Une variante populaire consiste à ne pas fourrer la tortilla mais à mélanger directement les ingrédients à la masa.

## Variantes régionales
Il existe de nombreuses variantes de gorditas à travers tout le Mexique. À Mexico et dans les alentours de la capitale, elles sont fourrées au chicharrón ou aux frijoles refritos. Dans l'État d'Hidalgo, il existe des versions au pinol et à la fleur d'aloès. Au Jalisco et dans l'État de Zacatecas, les gorditas de cuajada sont sucrées et cuites au four. Dans l'État de Tabasco, la version locale est fourrée à l'ail haché et frit.
Les Purépechas du Michoacán possèdent leurs propres variantes : la yururichúskuta faite à partir de piloncillo mélangé à la masa, la ichúskuta qui est plus petite et fourrée aux frijoles.
Créée à Ciudad Victoria, capitale du Tamaulipas, en 1952, la chaîne de restaurants Gorditas Doña Tota (es) a ouvert des succursales dans tout le pays et aux États-Unis.
Une version célèbre et unique est celle de la Villa de Guadalupe. Ce sont de petites gorditas de maïs, légèrement sucrées et consommées en dessert. Elles contiennent des œufs, du lait et de la graisse de porc. Dans le passé, elles étaient appelées « gordita de saliva » car les femmes s'humectaient les doigts de salive pour ne pas se brûler en manipulant les gorditas sur le comal. De nos jours, elles sont aussi appelées « gorditas de atrio » et sont vendues enveloppées dans du papier aux couleurs vives aux abords du sanctuaire Notre-Dame-de-Guadalupe et d'autres églises du pays.